# Stuchs (Nürnberger Familie)

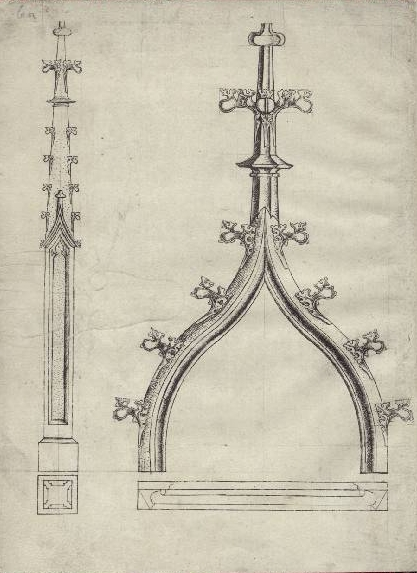
Abbildung aus dem Fialenbuch von Georg Stuchs, 1489

Stüchs (auch: Stöchs, Stuchs) ist der Familienname von Druckern im Nürnberg des 15. und 16. Jahrhunderts. Bekannt sind Georg Stuchs (auch: Georgius, Jeorg, Jeorius) und sein Sohn Johann Stuchs. Wenig bekannt ist über Nicolaus Stuchs, der zwei Lutherdrucke in den Jahren 1535 und 1537 herausbrachte.